# Ionosphäre

Aufbau der Erdatmosphäre (links) und Lage der Ionosphäre (rechts)

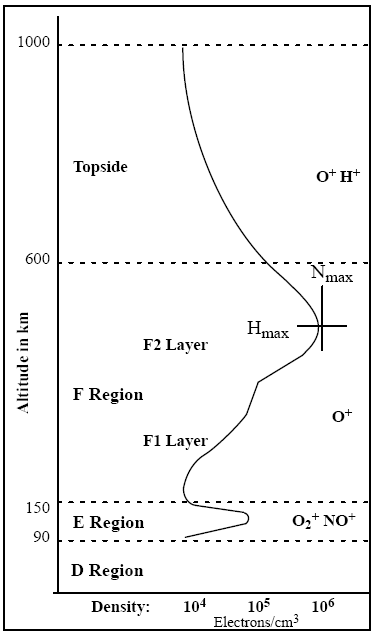
Ionosphärenschichten: Elektronendichte und Ionen-Zusammensetzung

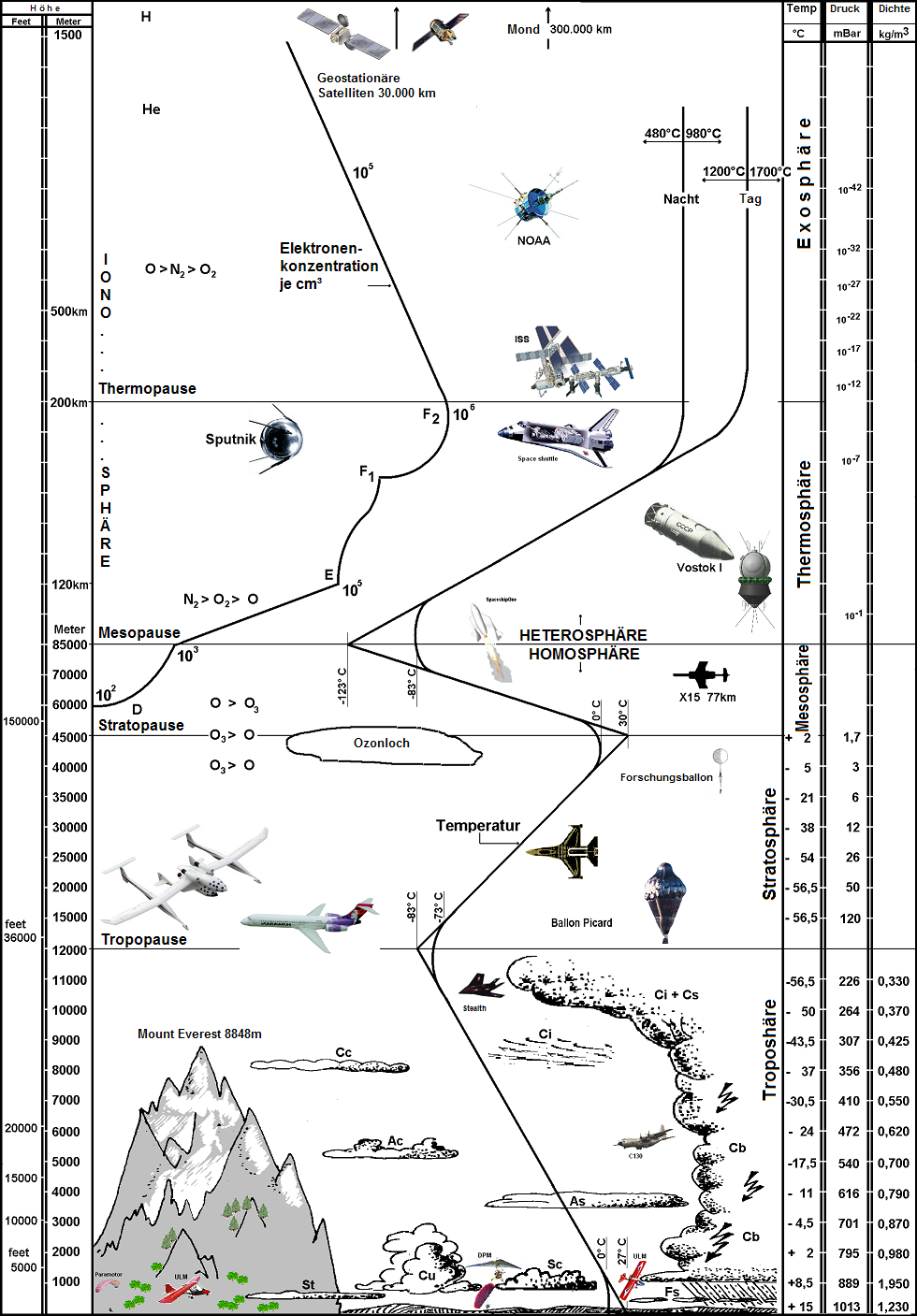
Detailansicht von Atmosphäre und Ionosphäre mit der Verteilung von Temperatur, Druck, Dichte und Elektronenkonzentration

Die Ionosphäre ist jener Teil der Atmosphäre eines Himmelskörpers, der große Mengen von Ionen und freien Elektronen enthält. Für die Planeten des Sonnensystems macht die Ionosphäre den Großteil der Hochatmosphäre aus. Die Ionisation der Gasmoleküle erfolgt durch energiereiche Anteile der Sonnenstrahlung (harte Ultraviolett- und Röntgenstrahlung). Die Reichweite der Strahlung bestimmt den Übergang zur Neutrosphäre.
Die Ionosphäre der Erde beeinflusst den Funkverkehr, indem sie Kurzwellen reflektiert und damit weltweite Verbindungen ermöglicht. Außerdem dämpft sie die Ausbreitung von Radiowellen mit großer Wellenlänge. Sie beginnt oberhalb der Mesosphäre in einer Höhe von ungefähr 80 km, erreicht ihre größte Elektronendichte in einer Höhe um die 300 km und geht letztlich in den interplanetaren Raum über. Als Grenze zwischen Ionosphäre und Plasmasphäre kann die sogenannte Übergangshöhe betrachtet werden, bei der die Konzentration von ionisiertem, atomarem Sauerstoff (O+) und Protonen (Wasserstoff-Ionen H+) gleich ist. Sie wird gewöhnlich auf eine Höhe von 1000 km festgelegt. Dort erhöht sich die Skalenhöhe, mit der die Teilchendichte exponentiell abnimmt. Die Ionosphäre liegt somit größtenteils innerhalb der mit Blick auf Neutralteilchen definierten Thermosphäre.

## Entstehung

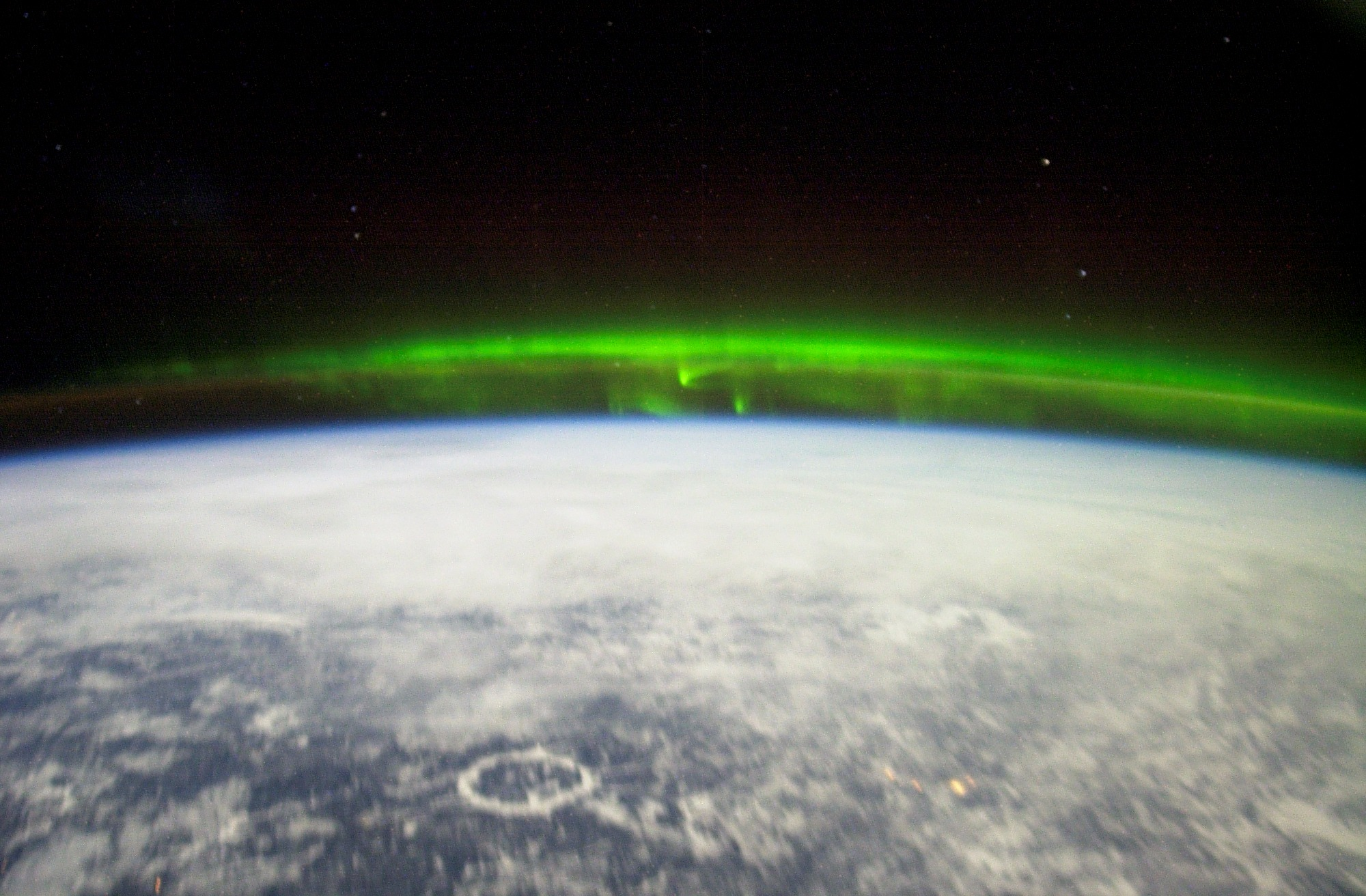
Der tangentiale Blick auf das Polarlicht veranschaulicht die Höhenabhängigkeit des Energieeintrags in die Atmosphäre durch Korpuskularstrahlung.

Die Ionosphäre entsteht durch Absorption ionisierender solarer Strahlung, vor allem durch energiereiche elektromagnetische Wellen (Ultraviolett- und Röntgenstrahlung), aber auch durch Teilchenstrahlung (Korpuskularstrahlung; hauptsächlich Elektronen und Protonen). Jedoch leisten die kosmische Hintergrundstrahlung und Meteoritenströme, die pausenlos in der Erdatmosphäre verglühen, ebenfalls einen gewissen Beitrag zur Ionisation. Durch die solare Strahlung werden Valenzelektronen von den Atomen gelöst: Es entstehen positive Ionen und freie Elektronen und somit ein elektrisch leitender Bereich der Atmosphäre. Ein (zumindest teilweise) ionisiertes Gas wird auch als Plasma bezeichnet.

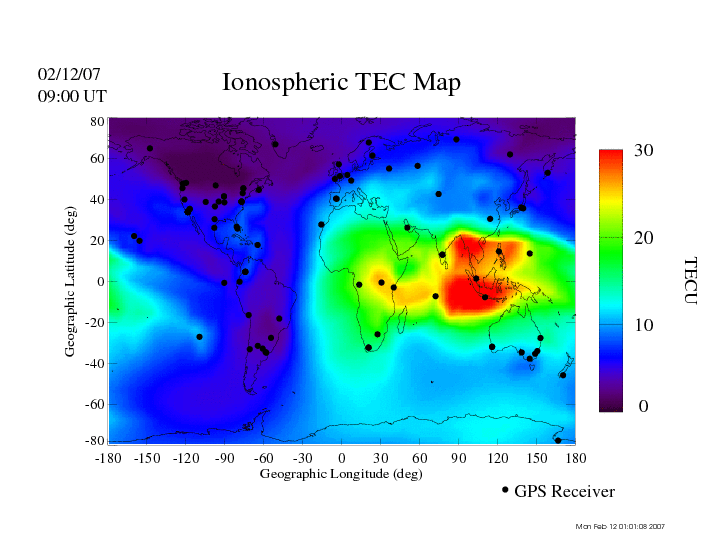
Der Elektronengehalt (TEC) der Ionosphäre am 12. Februar 2007 um 09:00 UT = 10:00 MEZ

Auf ihrem Weg nach unten wird die solare Ultraviolett- und Röntgenstrahlung mehr und mehr absorbiert. In großen Höhen (Exosphäre) ist die Strahlung am energiereichsten, trifft jedoch nur auf wenige ionisierbare Gasmoleküle. Je dichter die Atmosphäre nach unten wird, desto größer ist zunächst die örtliche Ionisation. Durch die Absorption sinkt jedoch die Strahlungsintensität. Auch verringert sich durch die Zunahme der atmosphärischen Dichte die mittlere freie Weglänge der Gasteilchen, was zu einer beschleunigten Wiedervereinigung von Elektronen und positiven Ionen führt (Rekombination). Das Gleichgewicht zwischen Ionisation und Rekombination bestimmt die örtliche Elektronendichte. Das beschreibt in einfachster Form Sydney Chapmans Theorie. Weil aber die molekulare Zusammensetzung von der Höhe abhängt und sowohl die zur Ionisation erforderliche Energie als auch die möglichen Rekombinationsprozesse von der Art des Neutralgases, bilden sich zwischen Exosphäre und unterer Ionosphäre bei Tag meist drei Maxima der Ionisation (D-, E- und F-Region) aus.
Die Höhe dieser Schichten hängt von der Dichte-Verteilung der (überwiegenden) Neutralen ab, aber auch vom höhenabhängigen Auftreten der verschiedenen Atom- und Molekülarten. Die Intensität der solaren Strahlung beeinflusst nur die lokale Dichte der Elektronen, nicht die Höhe der Maxima der Elektronendichte.
Der Grad der Ionisation hängt primär von der solaren Strahlungs-Intensität ab, aber auch von den Rekombinations- und Anlagerungsprozessen. Folglich gibt es eine diurnale (tägliche), eine saisonale (jahreszeitliche) und eine geographische (örtliche) Abhängigkeit. In der F-Region sind die Verhältnisse komplizierter, weshalb man mit empirischen Ionisations-Karten arbeitet. Eine wichtige Rolle spielt auch die Sonnenaktivität im elfjährigen Sonnenfleckenzyklus, gelegentlich auch Ereignisse wie Sonnenstürme.

## Schichten

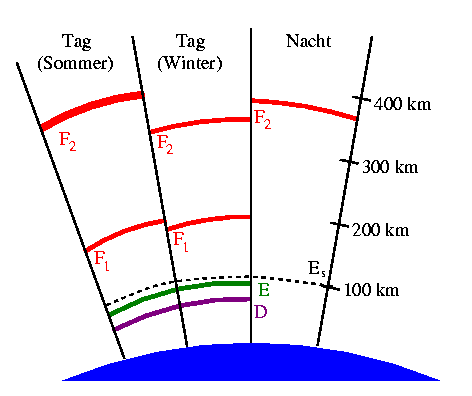
Aufbau der Ionosphäre in Abhängigkeit von der Jahres- und Tageszeit.

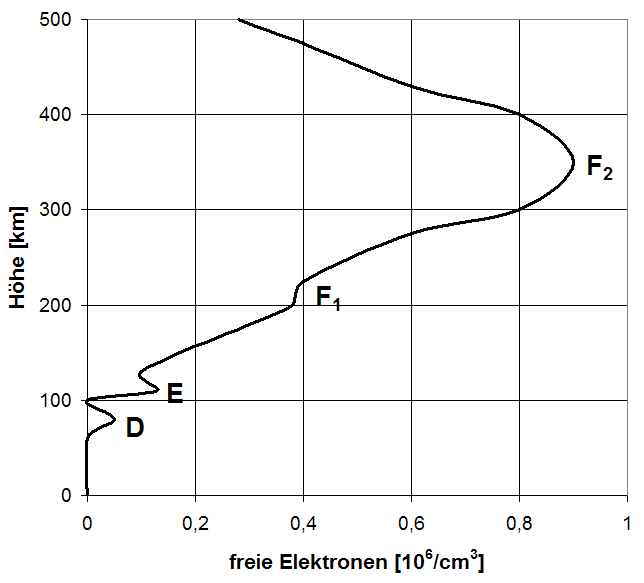
Elektronendichte innerhalb der Ionosphäre auf der Tagseite der Erde mit den Ionisationsmaxima der D-, E- und F-Schicht

Innerhalb der Ionosphäre existieren drei lokale Ionisationsmaxima, weswegen sie in drei Bereiche unterteilt wird: die D-, die E- und die F-Schicht.
| Schicht | Höhe (ca.) | Bemerkung                                                   |
| ------- | ---------- | ----------------------------------------------------------- |
| D       | 070…090 km | tagsüber vorhanden, Ionisation entsprechend dem Sonnenstand |
| E       | 110…130 km | tagsüber vorhanden, Ionisation entsprechend dem Sonnenstand |
| Es      | 000…110 km | dünn, oft lückenhaft, sporadisch, vor allem im Sommer       |
| F1      | 000…200 km | tagsüber vorhanden, geht nachts mit F2-Schicht zusammen     |
| F2      | 250…400 km | Tag und Nacht vorhanden                                     |

Ionisationsmaxima werden der Energieabsorption durch bestimmte Gasteilchenarten zugeordnet. Über einer Höhe von 100 km ist die Durchmischung der Luft zu einer Gleichverteilung der Gase nicht mehr ausreichend, es stellt sich eine heterogene Verteilung ein. Dieser Bereich wird als Heterosphäre bezeichnet. Die Absorption der Strahlung, die ein bestimmtes Gas ionisiert, geschieht bevorzugt dort, wo dieses hoch konzentriert vorliegt.
| Ionisation                                                                                      |
| {\displaystyle h\,\nu +\mathrm {O_{2}} \Rightarrow \mathrm {O} _{2}^{+}+e^{-}}                  |
| {\displaystyle h\,\nu +\mathrm {O} \Rightarrow \mathrm {O} ^{+}+e^{-}}                          |
| {\displaystyle h\,\nu +\mathrm {N} _{2}\Rightarrow \mathrm {N} _{2}^{+}+e^{-}}                  |
| {\displaystyle (\mathrm {N} _{2}^{+}+\mathrm {O} \Rightarrow {\mathrm {NO} }^{+}+\mathrm {N} )} |
| {\displaystyle e^{-}+\mathrm {O} \Rightarrow \mathrm {O} ^{+}+2{e^{-}}}                         |
| Ladungsaustausch                                                                                |
| {\displaystyle \mathrm {H} +\mathrm {O} ^{+}\Rightarrow \mathrm {H} ^{+}+\mathrm {O} }          |
| {\displaystyle \mathrm {O} _{2}+\mathrm {O} ^{+}\Rightarrow \mathrm {O} _{2}^{+}+\mathrm {O} }  |
| Rekombination                                                                                   |
| {\displaystyle \mathrm {O} _{2}^{+}+e^{-}\Rightarrow 2\,{\mathrm {O} }}                         |
| {\displaystyle {\mathrm {NO} }^{+}+e^{-}\Rightarrow \mathrm {N} +\mathrm {O} }                  |
| {\displaystyle \mathrm {O} ^{+}+e^{-}\Rightarrow \mathrm {O} +h\,\nu }                          |

### Die D-Schicht
Die D-Schicht ist die der Erde am nächsten gelegene Schicht und existiert nur am Tage in einem Höhenbereich zwischen 70 und 90 km. Ionisation findet durch Strahlung der Lyman-{\displaystyle \alpha }-Serie bei 121,6 nm statt, die von Stickstoffmonoxid (NO) absorbiert wird. In Zeiten mit ausreichend hoher Sonnenfleckenzahl ionisieren zusätzlich harte Röntgenstrahlen (Wellenlänge < 1 nm) die Luftmoleküle (N2, O2). In der Nacht verbleibt durch die kosmische Strahlung eine geringe Restionisation.
Wegen der dort herrschenden hohen Luftdichte ist einerseits die Rekombination groß, weswegen sich die Schicht bei Sonnenuntergang binnen weniger Minuten nahezu auflöst, andererseits ist die Kollisionsfrequenz zwischen Elektronen und anderen Teilchen während des Tages sehr hoch (ca. 10 Millionen Kollisionen pro Sekunde). Dies bedeutet für Radiowellen eine starke Dämpfung, die mit wachsender Wellenlänge zunimmt. Im Fernverkehr verhindert dies tagsüber eine Nutzung der Raumwelle auf Funkfrequenzen kleiner als etwa 10 MHz (ionosphärischer Wellenleiter). UKW-Signale können an der D-Schicht gestreut werden (Ionoscatter).

### Die E-Schicht
Die E-Schicht ist die mittlere Ionosphärenschicht, die sich in einer Höhe zwischen 90 und 130 km ausbildet. Ionisation findet auf Grund weicher Röntgenstrahlung (Wellenlänge 1–10 nm) und ultravioletter Strahlung (zwischen 80 und 102,7 nm) an atomarem Sauerstoff (O) sowie Stickstoff- und Sauerstoffmolekülen (N2, O2) statt. Sie weist eine mittlere Elektronenkonzentration von etwa 100.000 je cm³ auf, sodass nur 0,1 % der vorhandenen Atome ionisiert sind.
Die E-Schicht bildet sich auf der Tagseite der Erde aus, erreicht ihr Ionisationsmaximum in der Mittagszeit und verschwindet nach Sonnenuntergang innerhalb einer Stunde fast vollständig. Im Sonnenfleckenmaximum liegt die Schicht höher als im Minimum. Innerhalb der E-Schicht kommt es häufig, aber nicht regelmäßig, zu starken lokalen Ionisationen in einer nur wenige Kilometer dicken Schicht, die als sporadische E-Schicht bezeichnet wird.
Für Kurzwellen ist Spiegelung an der E-Schicht höchstens im Nahverkehr interessant, da ihre kritische Frequenz nur zwischen 2 und 4 MHz liegt.
Die E-Schicht wird auch als Kennelly-Heaviside-Schicht oder kurz als Heaviside-Schicht bezeichnet. Die Bezeichnung geht zurück auf Arthur Edwin Kennelly beziehungsweise Oliver Heaviside, die unabhängig voneinander und nahezu gleichzeitig im Jahr 1902 ihre Existenz vorhersagten. Nachgewiesen wurde die E-Schicht als erste der Ionosphärenschichten im Jahr 1924 von Edward Victor Appleton, der sie 1927 erstmals als E(lektrische)-Schicht bezeichnete. Die später entdeckten, weiteren Schichten wurde gemäß ihrer relativen Höhenlage dann als D- und F-Schicht bezeichnet. (Siehe auch Geschichtliches).

### Die F-Schicht
Die F-Schicht liegt mit 200 bis 400 km am höchsten und ist die am stärksten ionisierte Schicht. Sie wird durch extreme ultraviolette Strahlung (EUV, Wellenlänge 14 bis 80 nm) ionisiert, die auf atomaren Sauerstoff oder Stickstoff-Moleküle trifft. Sie ist eine breite Region mit maximaler Ionisation von bis zu einer Million freier Elektronen je cm³.

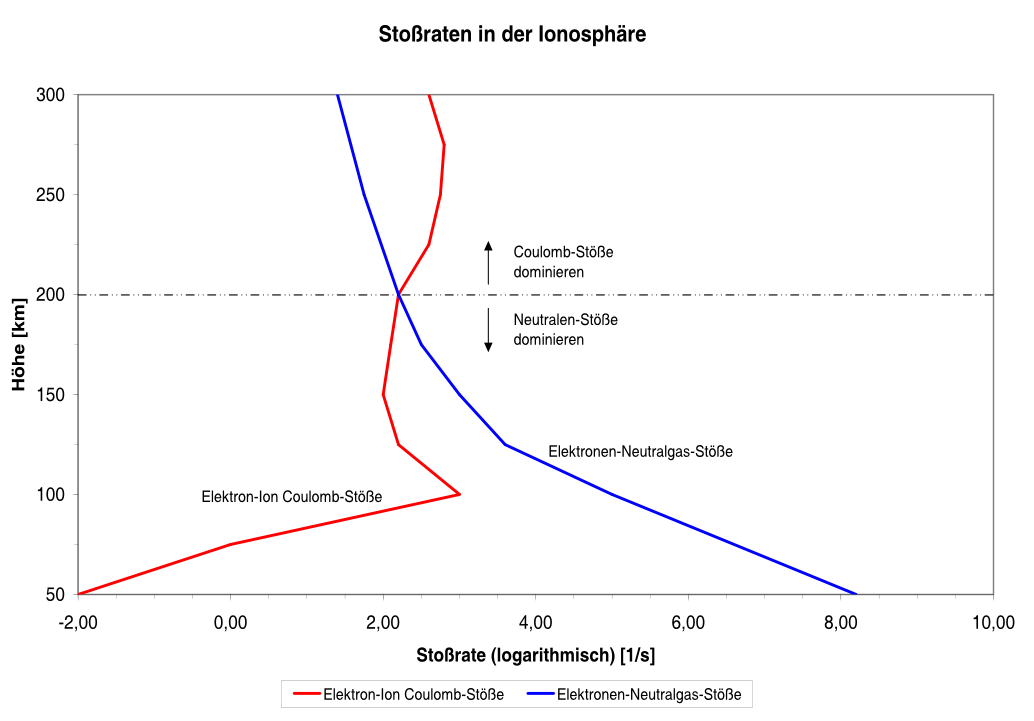
Vergleich der Häufigkeit der beiden Elektronenstoßarten: elastische Coulomb-Stöße und inelastische Neutralen-Stöße

In der F-Schicht finden Elektronenstöße größtenteils elastisch (berührungslos) mit positiven Ionen statt, was als Coulomb-Stoß bezeichnet wird. Dahingegen überwiegen in den dichteren D- und E-Schichten unelastische Stöße von Elektronen mit dem Neutralgas. [Damit stellt die Ionosphäre der Erde eine Ausnahme dar – in den meisten astrophysikalischen Plasmen überwiegen die Coulomb-Stöße.]
Die F-Schicht besteht auch nachts weiter, da die freien Elektronen wegen der großen mittleren freien Weglänge nur sehr langsam rekombinieren. Am Tage zeigt sich im Profil der F-Schicht häufig eine Verformung, die sogenannte F1-Schicht, der Gipfel des Profils liegt aber in der F2-Schicht. Die F1-Schicht ist der Ort größter Ionenproduktion, die ohne Sonneneinstrahlung stark zurückgeht. Die stärkste Ionenkonzentration dagegen findet sich jedoch in der F2-Schicht aufgrund der dort schwächeren Rekombination.
Die F1-Schicht, die nur bei Tag erscheint, befindet sich in einem photochemischen Gleichgewicht, in dem die Verluste durch schnell verlaufende Rekombination geschehen. Dahingegen ist der vorwiegende Verlustprozess in der F2-Schicht mit der Umwandlung von O+-Ionen in NO+- und O2+-Ionen verknüpft. Dieser Verlustprozess verläuft langsamer.

Im Sommer liegt der Gipfel der F2-Schicht höher als im Winter. Für Kurzwellen ist sie die wichtigste Schicht, weil Funkverkehr über 3500 km nur durch wiederholte Reflexion an dieser Schicht zustande kommt.
Die F-Schicht wird auch als Appleton-Schicht bezeichnet. Die Bezeichnung geht zurück auf Edward Victor Appleton, der 1924 die Existenz der Kennelly-Heaviside-Schicht nachweisen konnte (siehe auch Geschichtliches).

## Nutzung

Bodenwelle und eine an der Ionosphäre reflektierte Raumwelle (mit Multi-Hop)

### Funkwellen
Höhere Schichten der Ionosphäre werden durch die Sonnenstrahlung teilweise ionisiert und enthalten deshalb freie Elektronen, die durch das elektrische Feld von Funkwellen der Frequenz {\displaystyle f} zu Schwingungen angeregt werden können. Die schwingenden Elektronen senden ihrerseits Wellen aus, die in der Umgebung der Plasmafrequenz {\displaystyle f_{\text{P}}} (2 bis 7 MHz) stark phasenverschoben sind und sich mit der ursprünglichen Welle überlagern. Da die Ionosphäre vom Magnetfeld der Erde durchsetzt ist, können die freien Elektronen von den Funkwellen zusätzlich zu Kreisbewegungen um die Feldlinien angeregt werden. Diese Zyklotronfrequenz {\displaystyle f_{\text{B}}} beträgt über Mitteleuropa etwa 1,3 MHz. Dabei kann die Drehrichtung der zirkular polarisierten Funkwelle mit der Elektronenbewegung übereinstimmen oder nicht, weshalb die Ionosphäre zirkular doppelbrechend ist. Linear polarisierte Wellen müssen deshalb als Überlagerung zweier zirkularer Wellen mit entgegengesetztem Umlaufsinn interpretiert werden, für die unterschiedliche Brechungsindizes {\displaystyle n} gelten. Verläuft die Ausbreitungsrichtung parallel zu den Magnetfeldlinien, gelten für f > 1 MHz folgende Näherungen:
{\displaystyle n_{\text{links}}={\sqrt {1-{\frac {f_{\text{P}}^{2}}{f(f+f_{\text{B}})}}}}}
{\displaystyle n_{\text{rechts}}={\sqrt {1-{\frac {f_{\text{P}}^{2}}{f(f-f_{\text{B}})}}}}}
Der Unterschied beider Formeln ist im UKW-Bereich vernachlässigbar und verschwindet, falls der Wellenvektor mit der Richtung des Magnetfeldes einen rechten Winkel einschließt, denn dann ist {\displaystyle f_{\text{B}}=0} (Anisotropie). Die beiden zirkular polarisierten Funkwellen bewegen sich mit unterschiedlicher Phasengeschwindigkeit (eine größere Phasengeschwindigkeit entspricht einem kleineren Brechungsindex) durch das Material und können unterschiedlich gedämpft werden. Beim Empfang überlagern sich beide Anteile zu einer elliptisch polarisierten Welle, deren Hauptrichtung meist gedreht ist (Faraday-Effekt).
Für {\displaystyle f<f_{\text{P}}} ist der Brechungsindex rein imaginär. Deshalb werden alle tieferen Frequenzen vollständig reflektiert. Wie bei der Überschreitung der Grenzfrequenz eines Hohlleiters können – bei ausreichender Schichtdicke – die Wellen die Ionosphäre nicht durchdringen, werden aber auch nicht absorbiert. Lang- und Mittelwellensignale kehren also immer zum Erdboden zurück, ebenso Funkfrequenzen unterhalb der Plasmafrequenz der F2-Schicht, die meist über 7 MHz liegt. Funksignale oberhalb dieser kritischen Frequenz können die Ionosphäre bei senkrechtem Einfall durchdringen. Für eine schräg auffallende Welle ist die entsprechende Grenzfrequenz, die Maximum Usable Frequency (MUF) höher als die kritische, umso mehr, je flacher der Einfall erfolgt. Sie kann aus der kritischen Frequenz näherungsweise wie folgt bestimmt werden:
{\displaystyle f_{\text{muf}}\approx {\frac {f_{\text{kritisch}}}{\sin \alpha }}=f_{\text{kritisch}}{\sqrt {1+\left({\frac {d}{2h_{\text{virt}}}}\right)^{2}}}}

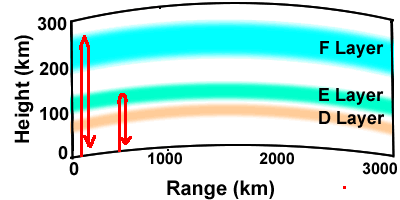
Vertikales Ausbreitungsverhalten zweier Funksignale unterschiedlicher Frequenz. Die niedrigere des rechten Signals wird in der E-Schicht reflektiert, die höhere des linken durchdringt die E-Schicht, bleibt aber niedriger als die kritische Frequenz der F-Schicht, weshalb sie in dieser Schicht reflektiert wird.

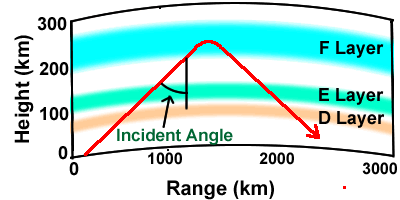
Flach abgestrahlte Wellen treffen in einiger Entfernung wieder auf den Erdboden

mit {\displaystyle \alpha } = Abstrahlwinkel der Welle relativ zum Horizont, {\displaystyle d} = Entfernung zwischen Sende- und Empfangsort, {\displaystyle h_{\text{virt}}} = virtuelle Höhe der Reflexion.
Flach abgestrahlte Wellen treffen nach der Totalreflexion an einer Ionosphärenschicht in einiger Entfernung wieder auf den Erdboden. Falls die Bodenwelle geringere Reichweite hat, entsteht um den Sender herum eine tote Zone, in der kein Empfang möglich ist, wohl aber in größerer Entfernung. Der Begriff „Reichweite“ verliert hier seinen Sinn.
Die minimal nutzbare Frequenz (englisch: lowest usable frequency, LUF) ist die untere Grenzfrequenz im Kurzwellenbereich, die für die Übertragung eines Signals zwischen zwei Punkten zu einem gegebenen Zeitpunkt genutzt werden kann. Sie ist abhängig von der Elektronendichte und der Häufigkeit der Zusammenstöße in den dämpfenden unteren Ionosphärenschichten und ist allgemein mittags am höchsten. Diese Überlegungen gelten nicht für den UKW-Bereich, dessen Frequenzen oberhalb der Plasmafrequenz liegen.

### Elektrische und mechanische Energiegewinnung

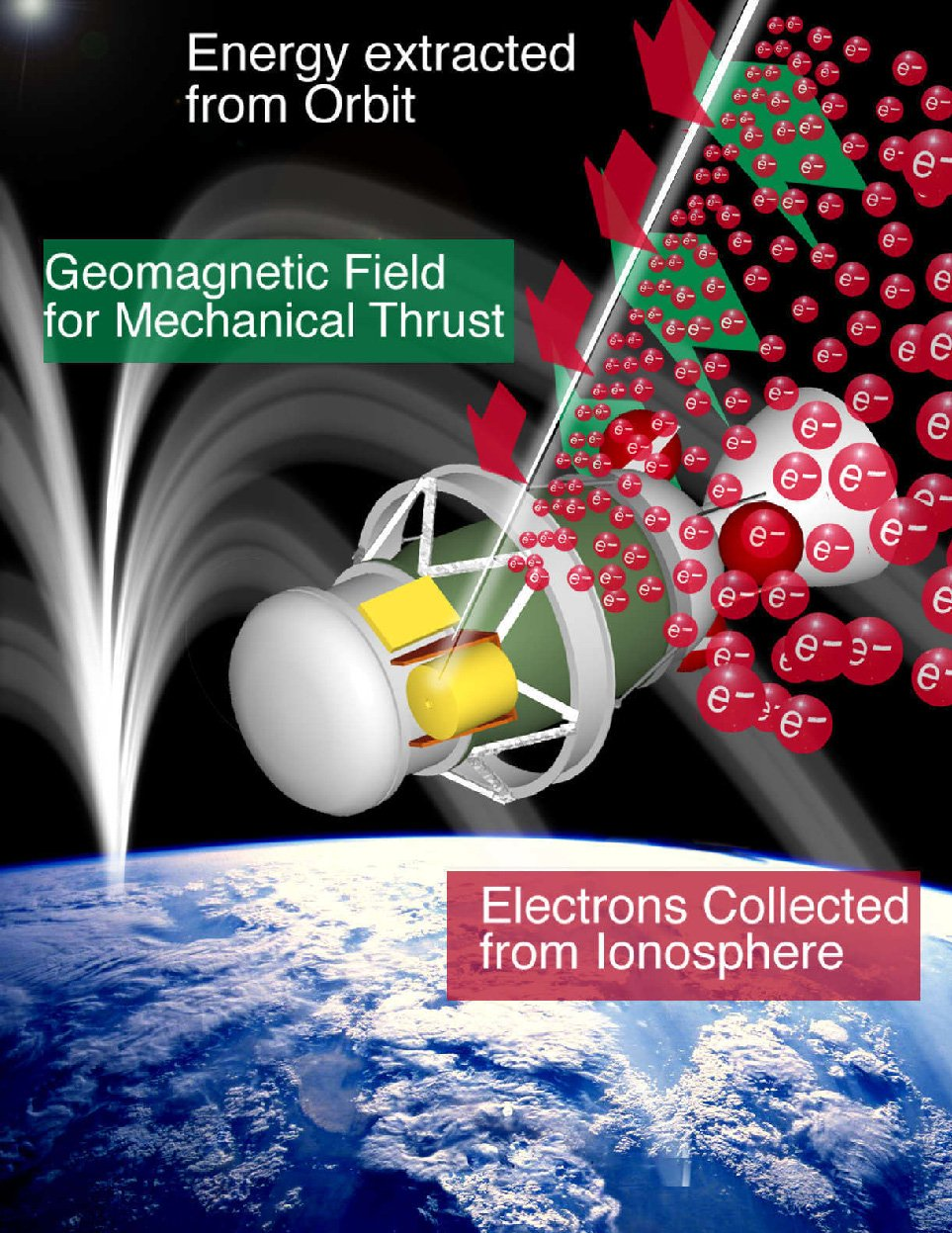
Energiewandlung mit einem Propulsive Tether System.

Das Propulsive Small Expendable Deployer System (ProSEDS) ist ein kabelbasiertes System zur Gewinnung elektrischer Energie und Ausübung von elektrodynamischen Kräften auf Raumfahrzeuge, das nach dem Funktionsprinzip eines Space Tethers arbeitet. Sein Start wurde mehrfach verschoben und ist derzeit ungewiss. Ein Vorgängersystem (Tethered Satellite Systems (TSS)) wurde 1996 während der Space-Shuttle-Mission STS-75 erfolgreich getestet.

### Erdbebenvorhersage
Es wird vermutet, dass es während und auch vor Erdbeben zu Auswirkungen in der Ionosphäre kommt. Als mögliche Ursachen werden chemische, akustische und elektromagnetische Mechanismen diskutiert. Z. B. wird die Freisetzung von Ladungsträgern aus oxidischen Mineralien durch tektonischen Spannungen angeführt, aber auch Effekte wie die Anregung von atmosphärischen Schwerewellen durch Ausgasungen (Abb. 12 in).
Auch wenn die Ionosphäre seit längerem vom Boden aus und mit Satelliten
überwacht wird, ist eine Kopplung derzeit nicht als nachhaltig nachgewiesen anzusehen.
Satelliten, die dieses Phänomen näher untersuchen, sind Demeter (Detection of Electro-Magnetic Emissions Transmitted from Earthquake Regions) der französischen Weltraumorganisation CNES aus dem Jahr 2004 und der 2006 gestartete russische Kompas 2.

## Kenngrößen

### Kenngrößen
Die nachfolgend vorgestellten Größen lassen sich in lokale physikalische Größen und Kenngrößen der Schichten unterscheiden. [Letztere sind der Messung von außen direkt zugänglich und für Anwendungen meist ausreichend.] Die praktische Anwendung der Definitionen ist im URSI Handbook erläutert.

#### Plasmafrequenz
Für Anwendungen im Zusammenhang mit elektromagnetischen Wellen ist die Plasmafrequenz eine zentrale Größe. Sie gibt an, bis herab zu welchen Frequenzen die Wellen sich im Plasma ausbreiten. Die Plasmafrequenz hängt hauptsächlich von der Teilchendichte {\displaystyle n_{e}} der Elektronen ab, da diese dem Wechselfeld leichter folgen als die trägen Ionen. Unter Vernachlässigung der Ionen beträgt die Plasmafrequenz
{\displaystyle f_{\mathrm {p} }={\frac {1}{2\pi }}{\sqrt {\frac {e^{2}{n}_{\mathrm {e} }}{m_{e}{\varepsilon }_{0}}}}\,.}
Darin sind {\displaystyle e} die Ladung und {\displaystyle m_{\text{e}}} die Masse eines Elektrons. Und {\displaystyle {\varepsilon }_{0}} ist die elektrische Feldkonstante. Setzt man diese Konstanten ein, so ergibt sich
{\displaystyle f_{\mathrm {p} }=8{,}978\,\mathrm {Hz} \cdot {\sqrt {n_{\mathrm {e} }/\mathrm {m} ^{-3}}}}
Abhängig von der Dichte der freien Elektronen steigt die Plasmafrequenz von etwa 1,5 MHz in 100 km Höhe auf etwa 7 MHz in etwa 800 km Höhe.
Eine ähnliche Größe ist die vom Magnetfeld abhängige Gyrationsfrequenz. Abgesehen von Sonnenstürmen ist das Magnetfeld das irdische und die Gyrofrequenz nahe bei 1 MHz.

#### Schumann-Resonanzen
Der Raum zwischen der Erde und der Ionosphäre kann als Hohlraumresonator fungieren. Schumann-Resonanzen heißen diejenigen Frequenzen, bei denen die Wellenlänge einer elektromagnetischen Schwingung in dem Hohlleiter zwischen Erdoberfläche und Ionosphäre ein ganzzahliger Teil des Erdumfangs ist. Bei der Anregung mit elektromagnetischen Schwingungen solcher Frequenzen entstehen stehende Wellen, die so genannten Schumannwellen. Die Energie für die niederfrequente Anregung stammt aus der weltweiten Gewittertätigkeit. Die Grundwelle der Schumann-Resonanz liegt bei 7,8 Hz, dazu kommen noch verschiedene Oberwellen zwischen 14 und 45 Hz. Aufgrund atmosphärischer Turbulenzen treten Schwankungsbreiten dieser Werte auf.

### Messung

#### Ionosonden

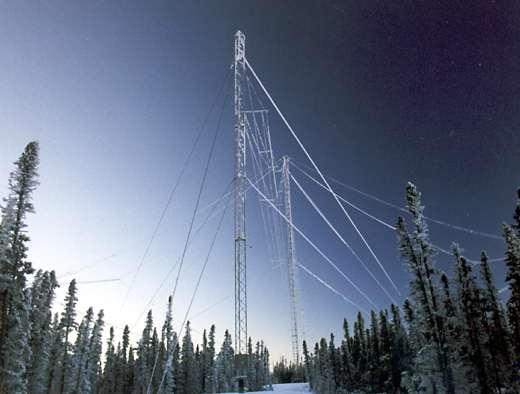
Die Antennenanlage der HAARP-Ionosonde

Eine Ionosonde ist eine Radar-Anlage zur aktiven Untersuchung der Ionosphäre. Ionosonden überwachen die Höhe und die kritische Frequenz der Ionosphärenschichten. Dazu senden sie Kurzwellen-Radarpulse verschiedener Frequenzen gegen die Ionosphäre und messen hauptsächlich die Laufzeit des empfangenen Echos, aus der die Höhe der Reflexion bestimmt werden kann.
Mit zunehmender Frequenz wird das Signal weniger stark zurückgestreut und dringt somit tiefer in die Ionosphäre ein, bevor es reflektiert wird. Durch das tiefere Eindringen verändert sich die gemessene, sogenannte virtuelle, Höhe der reflektierenden Schicht. Beim Überschreiten der kritischen Frequenz ist die Ionosphäre nicht mehr in der Lage, das Signal zu reflektieren.
Es kann jeweils nur die Hälfte der Ionosphäre bis zur maximalen Elektronendichte sondiert werden.
Die Messanlagen befinden sich in der Regel am Erdboden zur Untersuchung der Unterseite („bottomside“) oder auf Satelliten für die Oberseite („topside“).
Mit den Sonden können Aufzeichnungen der Signallaufzeit beziehungsweise daraus berechneten Reflexionshöhe über der Frequenz erstellt werden, die sogenannten Ionogramme.

#### Riometer

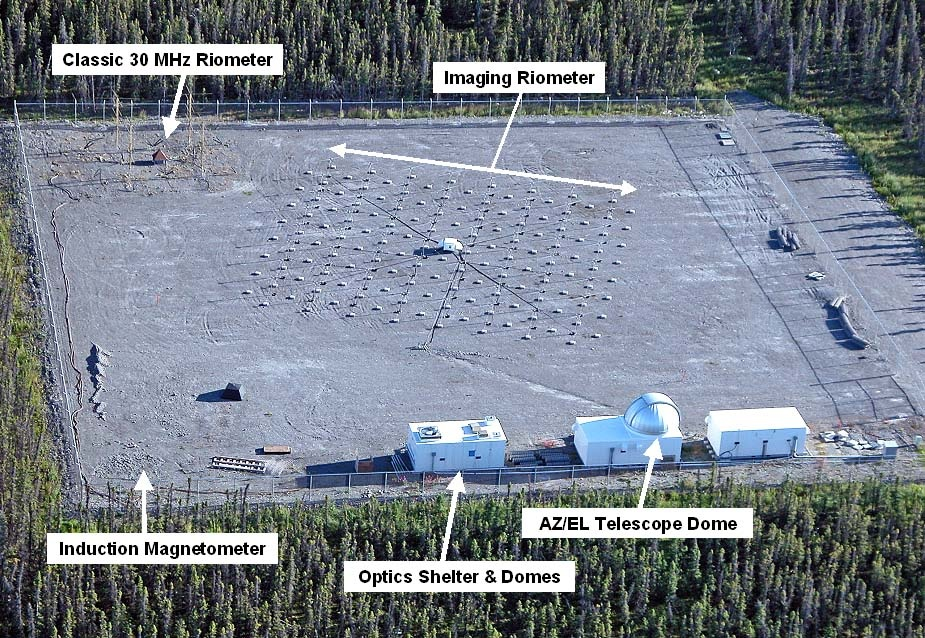
HAARP-Empfangsanlagen, oben die der beiden Riometer

Ein Relative Ionospheric Opacity Meter oder kurz Riometer ist ein Gerät zur passiven Beobachtung der ionosphärischen Absorptionsfähigkeit.
Es misst die Empfangsstärke der kosmischen Hintergrundstrahlung im Bereich der Radiowellen, die von Sternen oder Galaxien beständig ausgestrahlt wird und nach Durchquerung der Ionosphäre die Erde erreicht (Radiofenster). Obwohl die Stärke mit der Erdrotation variiert, ist sie dennoch je nach Himmelsregion für irdische Maßstäbe ausreichend konstant und somit vorhersagbar. Es wird insbesondere die Absorption in Höhen bis zu 110 km gemessen, da der Großteil der Absorption in den unteren Lagen der Ionosphäre wie der D-Schicht stattfindet.

#### Raketensonden
Raketensonden (englisch Sounding Rockets) sind mit Messinstrumenten bestückte Forschungsraketen, die bevorzugt zur Erstellung von Profilen der Ionenverteilung in der Ionosphäre eingesetzt werden. Sie sind kostengünstig und erlauben Messungen in Höhen, die oberhalb der Maximalhöhe von Ballons (≈ 40 km) und unterhalb der Minimalhöhe von Satelliten (~ 120 km) liegen. Außerdem erreichen sie eine mit anderen Messverfahren nicht mögliche räumliche Auflösung im Zentimeterbereich.

#### Satelliten

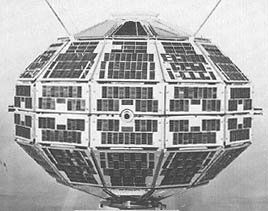
Einer der ersten Satelliten im Auftrag der Ionosphärenforschung: Alouette 1

Satelliten werden zu zwei Zwecken der Ionosphärenmessung eingesetzt. Zum einen komplettieren satellitengestützte Ionogramme (Topside-Aufnahmen) die Messdaten der Bodenstationen (Bottomside-Aufnahmen), zum anderen werden die Messgrößen nicht wie bei Bodenstationen von der Atmosphäre beeinflusst. Beispielsweise wird der solare Röntgen-Flux von GOES gemessen. Der solare Flux bei 10,7 cm Wellenlänge hingegen wird von der Atmosphäre nicht verändert und täglich von Bodenstationen gemessen.
Die Messverfahren der Satelliten lassen sich in passive (nur Empfangssensoren) und aktive (Signalaussendung und -empfang) unterscheiden. Bei den aktiven Verfahren befinden sich Sender und Empfänger meist wie bei einem Radar räumlich nah beieinander (im gleichen Satelliten), jedoch muss dem nicht zwangsläufig so sein. Beispiele hierfür sind das Radio-Okkultationsverfahren oder die GPS-gestützte Ionosphärentomographie, bei der Zweifrequenzmessungen genutzt werden, um den entlang des Signalweges integrierten Elektronengehalt (TEC, Total electron content) zu bestimmen.
Einer der ersten Satelliten, der zur Untersuchung der Ionosphäre eingesetzt wurde, war neben dem 1958 gestarteten Explorer 1 der USA der im Jahr 1962 gestartete kanadische Satellit Alouette 1 (frz. Lerche). Ihm folgten weitere Ionosphären-Satelliten des Programms International Satellites for Ionospheric Studies (ISIS). Das Messprogramm der beiden deutsch-amerikanischen Aeros-Satelliten entstand in Zusammenhang mit dem internationalen Projekt International Reference Ionosphere und hat wichtige Beiträge dazu geleistet.
Einer der jüngsten Satelliten zur Ionosphärenforschung ist Demeter (Detection of Electro-Magnetic Emissions Transmitted from Earthquake Regions) aus dem Jahr 2004, den die französische CNES unter anderem zur Untersuchung der Möglichkeiten für Erdbebenvorhersagen entsendet hat.

#### Inkohärentes Scatter-Radar
Hiermit wird eine Technik bezeichnet, die erdgestützt Radarwellen gegen die Ionosphäre sendet. Dadurch werden dort Valenzelektronen losgelöst, deren Echo ausgewertet wird. Aus dem Echo lassen sich Informationen zur Elektronendichte, Ionen- und Elektronentemperatur, Ionenzusammensetzung und Plasmageschwindigkeit ableiten.
Das Wort inkohärent bedeutet hier phasenungleich und bezieht sich auf die Tatsache, dass das zu untersuchende Medium im Verhältnis zu den Beobachtungsmöglichkeiten des Radars als instabil zu betrachten ist, d. h. das Medium verändert sich so schnell, dass diese Veränderungen nicht im Detail mit dem Radar beobachtet werden können.
Vor der Zerstörung des Arecibo-Observatoriums existierten weltweit neun solcher Einrichtungen.

### Modelle
Die genaue Kenntnis über die Parameter der Ionosphäre, insbesondere der Elektronendichte, ist für zahlreiche Anwendungen wie den Funkverkehr, die Bahnverfolgung von Satelliten und die weltallseitige Erdbeobachtung unabdingbar. Aus diesem Grund wurden Modelle entwickelt, die zur Beschreibung und Analyse der Ionosphäre verwendet werden.
Das mit Blick auf seine Entwicklungszeit und Anzahl an ableitbaren Größen ausgereifteste Modell ist die International Reference Ionosphere (IRI). Die IRI ist ein gemeinsames Projekt des Committee of Space Research (COSPAR) und der International Union of Radio Science (URSI), das auf jährlichen Workshops weiterentwickelt wird. Dieses Modell ist seit 1999 Welt-Standard für die terrestrische Ionosphäre.
Weitere Modelle konzentrieren sich auf bestimmte Ionosphärenparameter wie Elektronendichte, maximale Elektronendichte in der F2-Schicht, Elektronentemperatur und -drift und Stärke des elektrischen Feldes (siehe auch Weblinks). Neben weltweiten werden auch regionale Modelle verwendet, um geographische Details genauer zu beschreiben.

## Anomalien

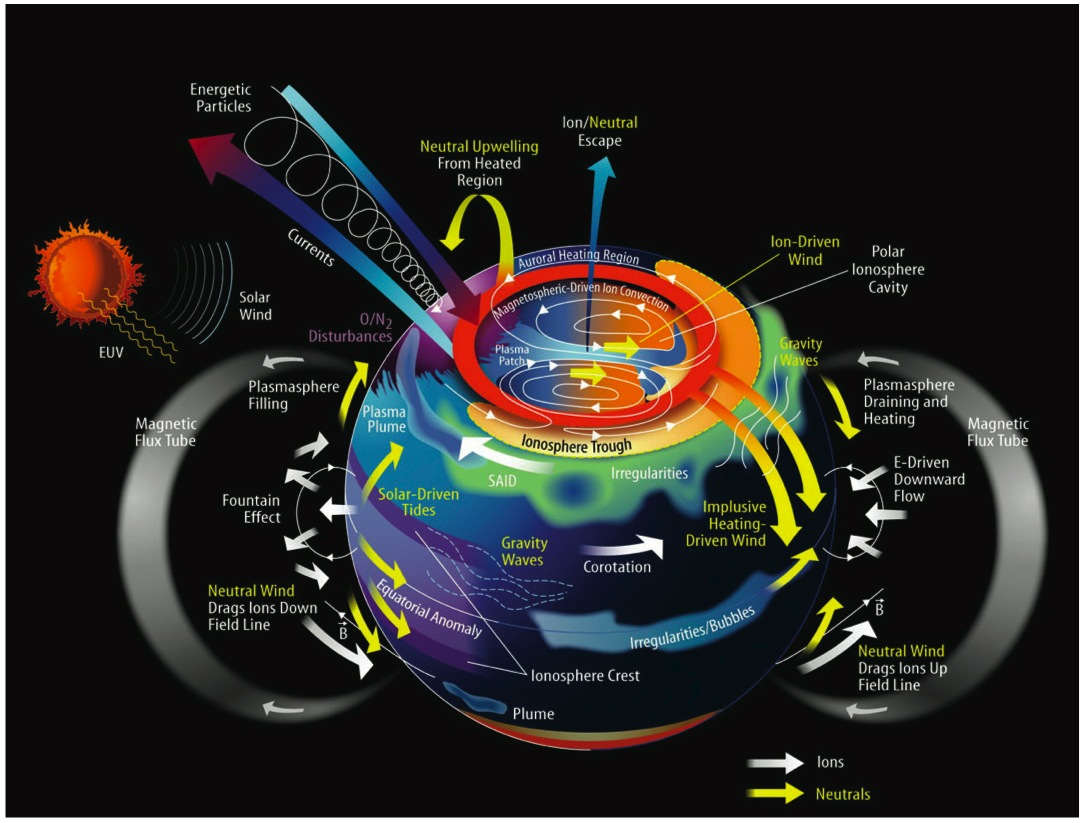
Veranschaulichung einiger Prozesse, die den Zustand der Ionosphäre beeinflussen.

Ein Modell der Ionosphäre geht auf Grund seines vereinfachenden Charakters von einer strukturell homogenen Ionosphäre aus. In der Wirklichkeit ist diese aber chaotisch und weist nicht reguläre Ionisationsstrukturen auf. Ionosphärenanomalien sind Abweichungen vom erwarteten allgemeinen Verhalten der Ionosphäre. Diese Regelwidrigkeiten sind beständig beobachtbar und grenzen die Anomalien von den spontan auftretenden, kurzfristigen Ionosphärenstörungen ab.
Einige der bekannten Anomalien werden nun vorgestellt.

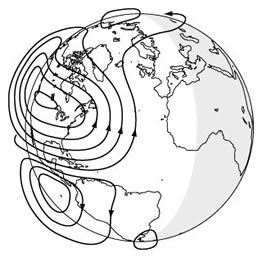
Äquatoriale Besonderheit: Sonnenerzeugte, elektrische Ringströme auf der Tagseite der Ionosphäre (äquatorialer Elektrojet)

TagesanomalieDas Maximum der Elektronendichte stimmt nicht mit dem Zeitpunkt des höchsten Sonnenstandes überein, sondern liegt in den frühen Nachmittagsstunden.
NachtanomalieDie Ionisation kann während der Nachtstunden trotz mangelnder Sonneneinstrahlung noch weiter ansteigen.
PolaranomalieÜber den Gebieten der Polarnacht ist eine F-Schicht trotz des langzeitigen Fehlens der Sonneneinstrahlung zu finden.
Jahreszeitliche AnomalieDie Elektronendichte ist im Winter höher als im Sommer. Des Weiteren korreliert das sommerliche Ionisationsmaximum nicht mit dem höchsten Sonnenstand, sondern ist an den Äquinoktien (Tagundnachtgleichen) festzustellen. Verantwortlich hierfür sind atmosphärische Vorgänge, die im Sommer zu einer Absenkung der Elektronendichte führen. Insbesondere scheint das Verhältnis O/O2 und O/N2 relevant zu sein, das den Aufbau und Verlust von Ionen in der F2-Schicht steuert. Ein sommerlicher Überschuss an O2 durch die globale atmosphärische Zirkulation wird als Ursache für eine Absenkung der Elektronendichte in dieser Jahreszeit gesehen.

### Die erdmagnetische Anomalie

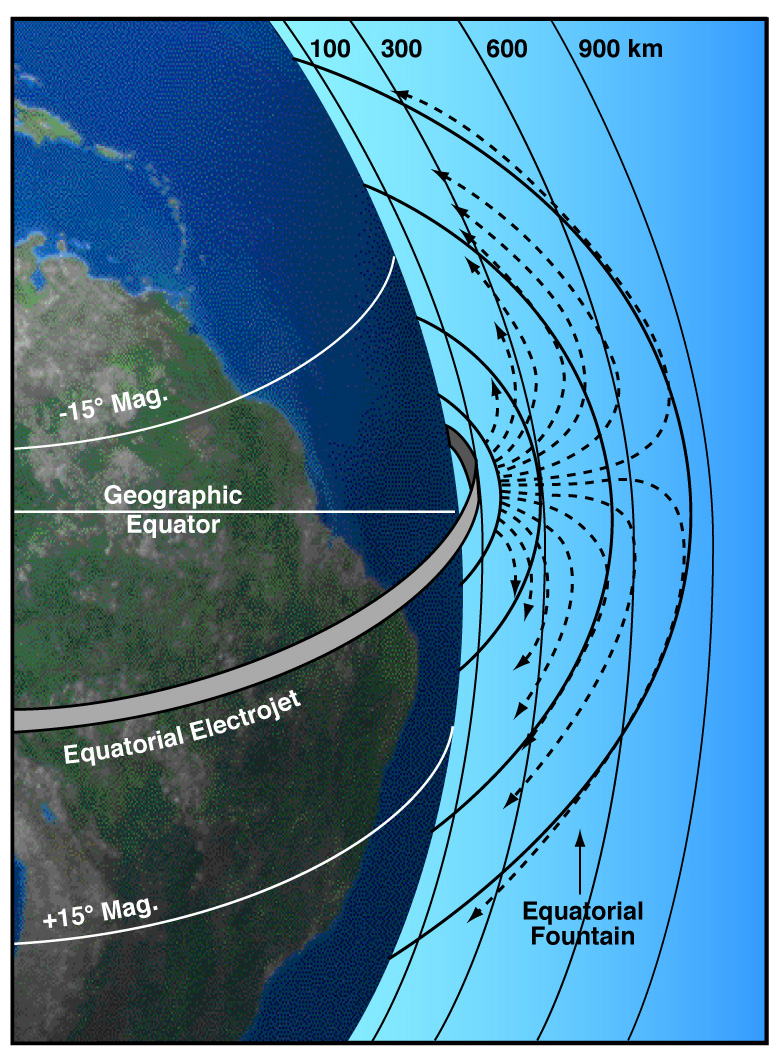
Der Fontäneneffekt verdrängt Elektronen.

Das Maximum der Elektronendichte liegt nicht über dem Äquator. Vielmehr bildet sich dort ein Streifen mit erniedrigter Ionisation. Der sogenannte Fontäneneffekt über dem wahren magnetischen Äquator entsteht dort, weil durch ein Zusammenwirken elektrischer und magnetischer Felder (ExB-Drift) die freien Elektronen der F-Schicht in größere Höhen gedrückt werden, von wo sie dann entlang der nord-südlich verlaufenden magnetischen Feldlinien des Erdmagnetfeldes nach Norden bzw. Süden verschoben werden. Dadurch wird beiderseits des magnetischen Äquators die Elektronendichte erhöht. Die erdmagnetische Anomalie wird auch als äquatoriale Anomalie bezeichnet.
Das ursächliche elektrische Feld entsteht durch thermosphärische Gezeitenwinde, die am Tage westwärts gerichtet sind und die vergleichsweise großen Ionen durch Stoßreibung mitreißen, Elektronen allerdings nur wenig. Da Feldlinien im elektrischen Feld in die Richtung der Kraft zeigen, die auf eine positive Probeladung wirkt, ist dieses ostwärts gerichtet (ionosphärische Dynamoschicht). Im magnetischen Feld verlaufen die Feldlinien im Außenbereich jedes Magneten vom magnetischen Nord- zum Südpol, d. h. beim Erdmagnetfeld nordwärts. Gemäß der Drei-Finger-Regel wirkt die Lorentzkraft auf die freien Elektronen der Ionosphäre am Äquator aufwärts.

### Die D-Schicht-Winteranomalie
Die D-Schicht-Winteranomalie wurde im Jahr 1937 von Edward Victor Appleton entdeckt und beschreibt das Phänomen, dass oberhalb von 35° geographischer Breite (Berlin ≈ 52,5°) an vielen Wintertagen die Absorptionsfähigkeit der D-Schicht wesentlich höher ist als es der Einfallswinkel der Sonnenstrahlung begründen würde, oft sogar höher noch als an Sommertagen um die Mittagszeit. Die Anomalie erreicht dabei typischerweise eine Ausdehnung von mehreren tausend Kilometern, weswegen als Ursache eine meteorologische Komponente vermutet wird. Die genauen Ursachen sind jedoch bis heute nicht mit Sicherheit erschlossen.
Des Weiteren ist die Tag-zu-Tag-Varianz der Absorptionsfähigkeit im Winter wesentlich höher als im Sommer und scheint sich mit zunehmender geographischer Breite zu verstärken, jedoch wird dieser Trend zu den Polen hin von anderen Ionisationseinflüssen überlagert. Obwohl nicht von solaren Sondereffekten beeinflusst, kann die Absorption innerhalb von zwei Tagen um den Faktor 5 steigen, im Mittel sind etwa 80 % Dämpfungszunahme wahrscheinlich.

## Störungen

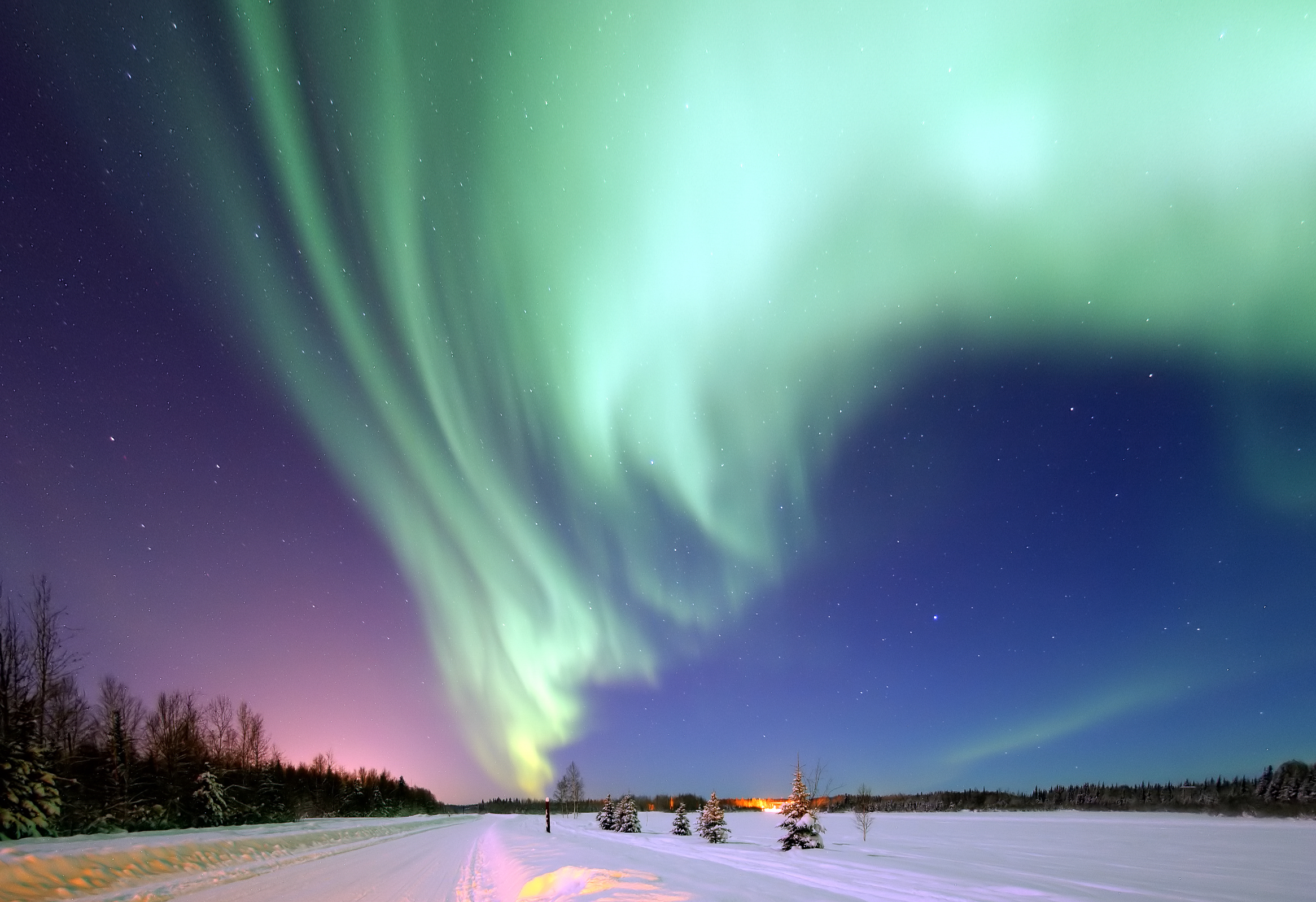
Polarlicht über Alaska

Als Ionosphärenstörungen bezeichnet man alle spontan auftretenden Unregelmäßigkeiten im Aufbau der Ionosphäre. Die Ursache einer Ionosphärenstörung ist meist direkt oder indirekt in der solaren Strahlungsaktivität zu finden, jedoch können auch Meteoriten ihre Ionisation beeinflussen. Zu den direkten Faktoren zählen eine erhöhte solare Ultraviolett-, Röntgen- und/oder Teilchenstrahlung (Korpuskularstrahlung) aufgrund einer gestört gesteigerten Sonnenaktivität, zu den indirekten zählen atmosphärisch-elektromagnetische Vorgänge, die auch bei einer ungestörten Sonne auftreten können.
Ionosphärenstörungen sind nur von kurzzeitiger Natur und können von einigen Minuten bis zu mehreren Tagen andauern. Die bekannteste und wohl auch ästhetisch wertvollste Ausprägung einer Ionosphärenstörung ist die Aurora, das Polarlicht, die durch energiereiche Sonnenwindpartikel ausgelöst wird. Dagegen ist die von ihr ausgelöste Beeinträchtigung des globalen Kurzwellenfunkverkehrs unerwünscht.
Ionosphärenstörungen sollten nicht mit Ionosphärenanomalien verwechselt werden. Letztere erfolgen nicht spontan, sondern unterliegen einer Regelmäßigkeit und beschreiben Abweichungen vom erwarteten allgemeinen Verhalten der Ionosphäre.

### Ionosphärenstörungen durch Strahlungsausbrüche

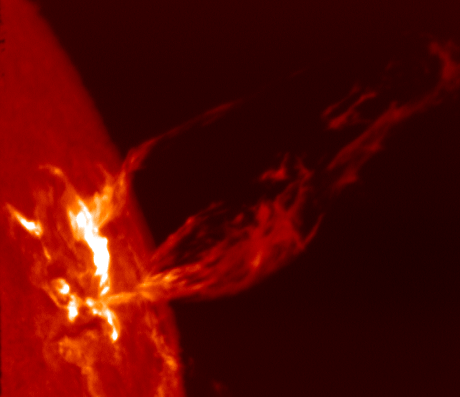
Koronaler Massenauswurf aus einem Flare (Sonne)

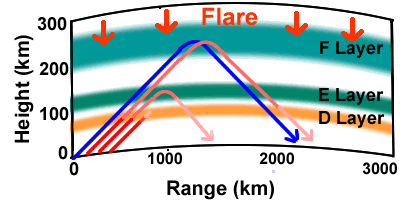
Die Ausbreitungsbedingungen bei einem Flare (rote Strahlen) verglichen mit denen einer normalen, ruhigen Ionosphäre (blauer Strahl): Die Elektronendichte ist in allen Schichten erhöht. Dies führt zu erhöhter Dämpfung in der D-Schicht (mattes Rot) bis hin zum totalen Signalverlust oder ungewöhnlicher Brechung an der E-Schicht.

Die Ionosphäre entsteht durch von der Sonne ausgesandte Strahlungen verschiedener Art, geladene Teilchen (auch Korpuskeln genannt) oder Lichtwellen, und wirken sich direkt auf ihren Zustand aus. Eine sehr intensive Störung kurzer Dauer tritt als Folge einer Eruption auf der Sonnenoberfläche auf, die als Flare bezeichnet wird (englisch: flare = helles, flackerndes Licht). Auf der Sonne betrifft der Lichtausbruch nur eine sehr kleine Fläche in den häufig besonders strahlungsaktiven Randgebieten von Sonnenflecken (sogenannte Fackelgebiete). Hierbei kommt es oft auch zum Auswurf von geladenen Teilchen, was als koronaler Massenauswurf bezeichnet wird.
Ausbrüche von geladenen Teilchen reisen als Plasma-Wolke von der Sonne zur Erde, wo sie durch das Magnetfeld der Erde in die polnahen Gebiete geleitet werden (magnetosphärisches elektrisches Konvektionsfeld). Dort verändern sie die Ionosphäre ganz erheblich, oft für Tage, was im Funkverkehr zu vielen Ausfällen führt. Während die elektromagnetische Strahlung den Weg zur Erde in etwa acht Minuten zurücklegt, benötigt die Teilchenstrahlung bis zu 40 Stunden. Die von ihr verursachte Ionosphärenstörung tritt zeitlich versetzt zu Störungen auf, die auf elektromagnetische Strahlung zurückzuführen sind. Für den Funkbetrieb sind längerfristige Störungen gravierender.
| Ereignis                             | Ankunftszeit nach Flare                      | typische Dauer                        | Strahlungsart                                | Auswirkungen                                                             |
| ------------------------------------ | -------------------------------------------- | ------------------------------------- | -------------------------------------------- | ------------------------------------------------------------------------ |
| Sudden Ionospheric Disturbance (SID) | 8,3 Minuten (Reise mit Lichtgeschwindigkeit) | 10 bis 60 Minuten                     | Ultraviolett- und Röntgenstrahlung           | Zunahme der D-Schicht-Absorption auf der Tagseite                        |
| Polar Cap Absorption (PCA)           | 15 Minuten bis mehrere Stunden               | ≈ 1 bis 2 Tage, manchmal mehrere Tage | hochenergetische Protonen und Alpha-Teilchen | Zunahme der D-Schicht-Absorption, insbesondere in den Polargebieten      |
| Ionosphärensturm                     | 20 bis 40 Stunden                            | 2 bis 5 Tage                          | schwachenergetische Protonen und Elektronen  | Zunahme der D-Schicht-Absorption, Abfall der F2 MUF, Auroras, Sporadic-E |

#### Elektromagnetische Strahlung: Sudden Ionospheric Disturbance (SID)
Sudden Ionospheric Disturbances (SIDs) haben ihren Ursprung in einer erhöhten Röntgen- und Ultraviolettstrahlung der Sonne. Diese wird von der Ionosphäre absorbiert und führt dort vor allem in der D-Schicht zu einem starken Anstieg der Ionisation. SIDs sind am häufigsten im Sonnenfleckenmaximum zu beobachten und treten nur an der Tagseite der Erde auf.
Durch die hohe Plasmadichte nimmt die Fähigkeit der D-Schicht zu, Kurzwellen zu absorbieren bis hin zu deren vollständiger Auslöschung, was als Mögel-Dellinger-Effekt bezeichnet wird. Gleichzeitig ist eine Verbesserung der Ausbreitung von Längstwellen (engl. Very Low Frequency, VLF) zu beobachten, da die D-Schicht Längstwellen als Reflektor dienen kann. Eine erhöhte Ionisation verbessert diese Reflexionseigenschaft. Die plötzliche Zunahme der Signalstärke von Längstwellensendern wird als Indikator für SIDs eingesetzt.

#### Teilchenstrahlung: Polar-Cap-Absorption (PCA)

Eintritt von Sonnenwindpartikeln über die polaren Trichter

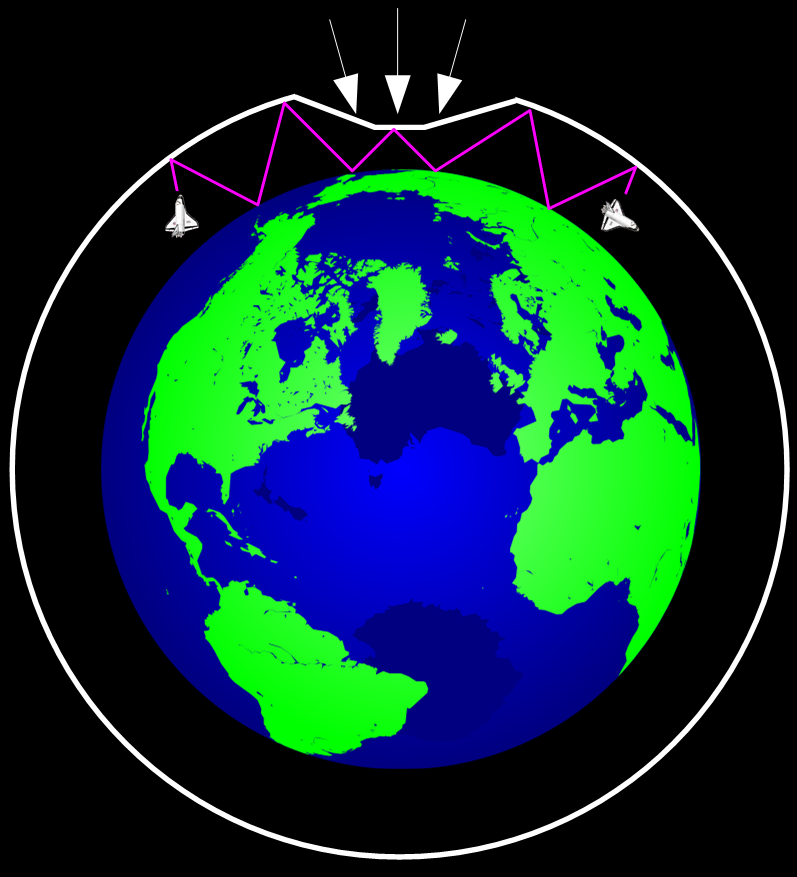
Polar-Cap-Absorption: Änderung der Ausbreitungswege in den Polargebieten

Verbunden mit solaren Flares werden hochenergetische Protonen (≈ 10 MeV) ausgeworfen, die dann entlang der magnetischen Feldlinien der Erde nahe den magnetischen Polen in die Atmosphäre eindringen und die Elektronendichte in der unteren Ionosphäre (D-Schicht, E-Schicht) stark erhöhen.
Durch die zusätzlichen Ladungsträger werden Kurzwellen so stark bedämpft, dass es zu einem vollständigen Ausfall von Funkverbindungen kommen kann, deren Ausbreitungsweg über die Polkappen verläuft. Funkwellen mit niedrigerer Frequenz, die normalerweise an der unteren Ionosphäre reflektiert würden, werden nun bereits in einer sehr viel niedrigeren Höhe reflektiert, so dass sich deren Ausbreitungswege signifikant ändern. Dieses Phänomen wird als Polar-Cap-Absorption (PCA) bezeichnet.
PCA-Effekte sind meist nur von kurzlebiger Natur. Während der Rothammel als durchschnittliche Dauer von PCA-Effekten 2–3 Tage nennt, spricht Kenneth Davies nur von bis zu 5–6 Stunden.

### Weitere Ionosphärenstörungen

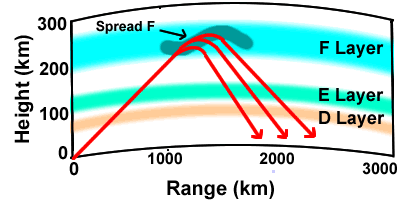
Ausbreitungswege während eines Spread-F-Ereignisses. Die ungleichmäßige Verteilung der freien Elektronen in der F-Schicht streut Kurzwellen bzw. verursacht ungewöhnliche Ausbreitungswege.

Wie bereits angesprochen sind nicht alle Störungen der Ionosphäre auf solare Strahlungsausbrüche zurückzuführen. Ein solches Beispiel ist das so genannte äquatoriale Spread-F (englisch: Equatorial Spread-F), eine Ungleichverteilung der Elektronendichte der F-Schicht im Äquatorialbereich. Die Ursache hierfür sind elektrische Ströme in der Ionosphäre infolge von Rotationsdifferenzen zwischen freien Elektronen und Ionen, da Letztere einer mechanischen Reibung unterworfen sind, Erstere jedoch nicht. Diese nicht sonneninduzierten Ereignisse werden in zwei Typen unterschieden und zwar hinsichtlich der räumlichen Struktur der Störungen. Nach sind dies transiente Phänomene (Transient Phenomena) und wandernde ionosphärische Störungen (Travelling Ionic Disturbances, TIDs).
Wie ihr Name andeutet sind die transienten Phänomene nur von kurzlebiger, flüchtiger Natur. Des Weiteren traten sie lokal in wolkenförmiger Ausprägung auf und bewegen sich horizontal, also höhengleich, durch die Ionosphäre. Zu diesem Typ zählen beispielsweise sporadische E-Ereignisse und Equatorial Spread-F.
Im Gegensatz hierzu sind TIDs wellenartige Schwankungen der Elektronendichte mit einer Frontbreite bis zu mehreren hundert Kilometern. Sie können von wenigen Minuten bis hin zu mehreren Stunden dauern und äußern sich in starken Schwankungen der Reflexionshöhe und der MUF. Auf die Kurzwellenausbreitung wirken sich diese TID-Effekte nicht ernsthaft aus. Die größten TIDs beginnen im Bereich der Polarlichter und breiten sich zum Äquator hin aus.

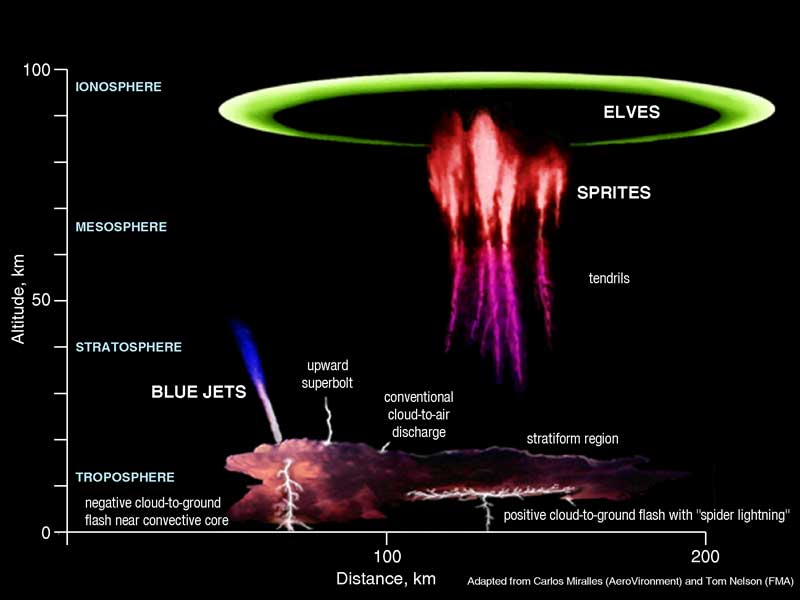
Leuchterscheinung in der Ionosphäre: Elves

Gewitter können kleinere TID-Fronten verursachen, die ungefähr 200 km wandern, bevor sie sich zerstreuen. Gewitter sind ebenfalls die Ursache für eine als Elves bezeichnete Leuchterscheinung in der Ionosphäre, die jedoch nur weniger als eine tausendstel Sekunde andauert und somit keine TID ist. Ein weiteres Gewitter-Phänomen sind die als Whistler bezeichneten niederfrequenten elektromagnetischen Signale, die u. a. die Ionosphäre durchwandern.

#### Die sporadische E-Schicht (ES)

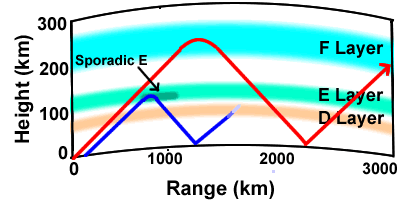
Ausbreitungswege während eines sporadischen E-Ereignisses (blau) und ohne (rot)

Die sporadische E-Schicht (engl. Sporadic-E) liegt im Bereich der E-Schicht und tritt nur sporadisch auf. Sie ist stark ionisiert und kann alle höhergelegenen Schichten abdecken. Ihre Struktur ist oft wolkenartig, kann aber auch in weitem Bereich homogen sein. Sie kann zu unerwartet hohen Reichweiten führen.
Normalerweise durchdringen Funksignale oberhalb der normalen Grenzfrequenz der E-Schicht diese. Während eines sporadischen E-Ereignisses werden die Signale aber dort reflektiert, was Weitbereichsverbindungen verschlechtert, aber für besseren Empfang innerhalb der Erstsprungzone bzw. Toten Zone führt.
Es existieren mehrere Theorien über die Entstehung der ES-Schicht, jedoch ist sie bis heute nicht völlig aufgeklärt.

#### Ionosphärenstürme

Tagesschwankungen von Temperatur und Wind auf 100 km Höhe im September 2005.

Im Verlauf von Ionosphärenstürmen kann es sowohl zu einer anormalen Zu- als auch Abnahme der Elektronendichte kommen. Der Erstere Fall wird als positiver Ionosphärensturm, der Letztere als negativer Ionosphärensturm bezeichnet.
Ionosphärenstürme können solare oder terrestrische Ursachen haben. Beispielsweise kann eine erhöhte Teilchenstrahlung der Sonne die Elektronendichte verringern: Das von einem Flare ausgeworfene solare Plasma bestehend aus Protonen und Elektronen beeinflusst das Erdmagnetfeld und dringt in die Atmosphäre ein. Dies hat ein Absinken der kritischen Frequenz der F2-Schicht bis auf deren halben Normalwert und ein Ansteigen der D-Schicht-Absorption zur Folge. Dadurch engt sich der für den Kurzwellenfunk nutzbare Frequenzbereich von beiden Seiten her ein. Intensive Ionosphärenstürme können vollständige Blackouts für Weitverbindungen verursachen. Dies wird als so genannter Short-wave Fade (out) bezeichnet.
Ionosphärenstürme können auch atmosphärische Ursachen haben: Heute geht man davon aus, dass Zunahmen der Elektronendichte häufig auf thermosphärische Winde zurückzuführen sind, während Abnahmen im Wesentlichen durch Änderungen in der Neutralgaszusammensetzung hervorgerufen werden, z. B. durch Abnahme von elementarem Sauerstoff und damit verringerter Ionenproduktionsrate. Blasen mit einer verminderten Plasmadichte werden als Ursache für die transäquatoriale Ausbreitung (trans equitorial propagation, kurz TEP) gesehen.

## Wissenschaftliche Forschung

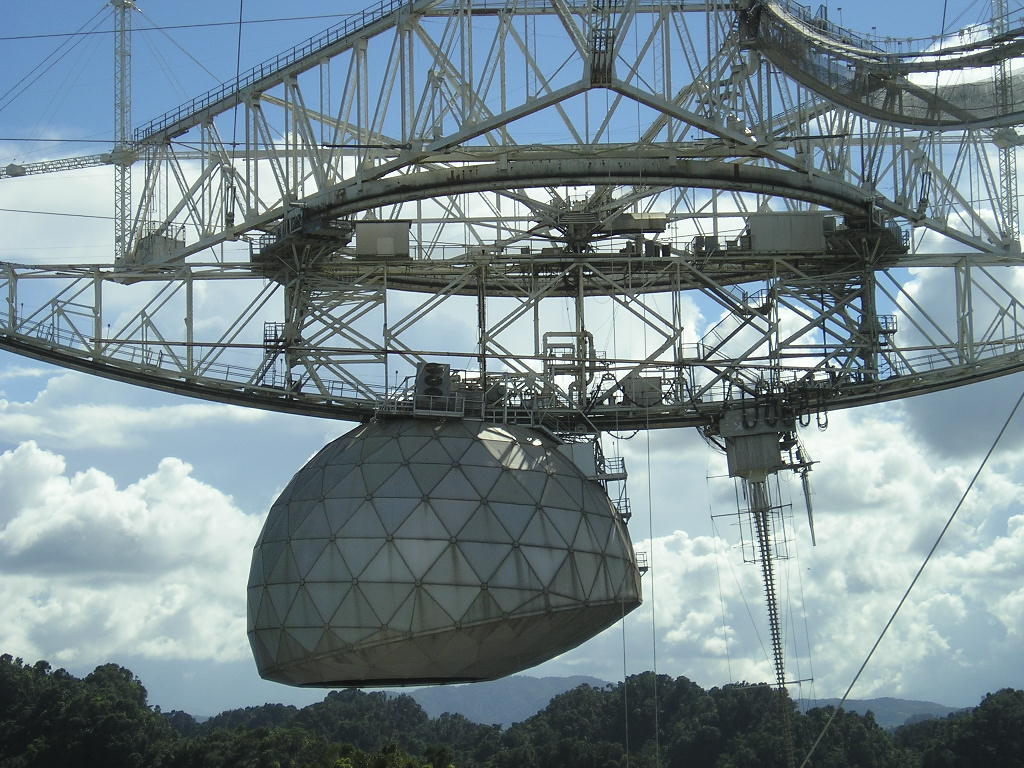
Das Arecibo-Observatorium war ursprünglich zur Erforschung der Ionosphäre konzipiert worden.

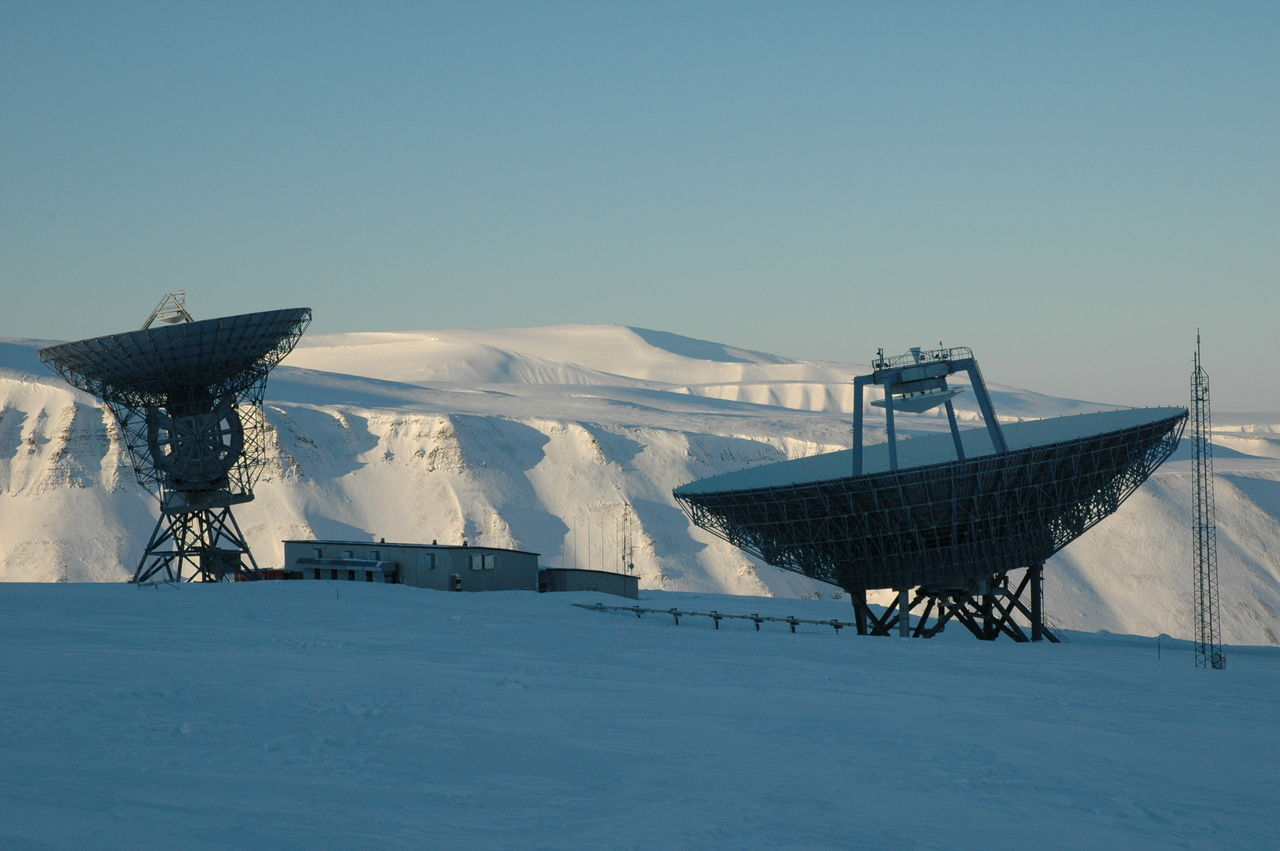
EISCAT Svalbard Radar

Arecibo-ObservatoriumDas durch einige Kinofilme (GoldenEye, Contact) bekannte Arecibo-Observatorium in Puerto Rico war ursprünglich zur Erforschung der Ionosphäre konzipiert worden. Es war das weltweit zweitgrößte Radioteleskop und diente vorwiegend astronomischen Zwecken. Seine Nutzung stand allen Astronomen offen, über die Anträge entschied ein unabhängiges Gremium.
HAARPDas High Frequency Active Auroral Research Program (HAARP) ist ein US-amerikanisches Forschungsprojekt, bei dem die Ionosphäre durch ein Netzwerk von Sendeanlagen mit intensiven Kurzwellen bestrahlt wird.
SuraEine ähnliche Forschungsanlage wie HAARP ist die russische Sura-Forschungseinrichtung.
EISCATDer European Incoherent Scatter (EISCAT) ist ein Forschungsradar, das die Ionosphäre mit Mikrowellenstrahlung nach dem Funktionsprinzip des inkohärenten Scatter-Radars untersucht.
SHAREDas Southern Hemisphere Auroral Radar Experiment (SHARE) ist ein Forschungsprojekt in der Antarktis, bei dem die elektrischen Felder der Iono- und Magnetosphäre beobachtet werden.
MARSISDas Mars Advanced Radar for Subsurface and Ionospheric Sounding (MARSIS) ist eines von sieben Instrumenten an Bord der 2003 gestarteten Mars-Sonde Mars Express der ESA, das zur Erforschung der Ionosphäre des Mars eingesetzt wird. MARSIS sendet hierzu Radiowellen im Bereich von 1,3 bis 5,5 MHz aus und erstellt aus den reflektierten Echos Ionogramme. Die Messungen haben ergeben, dass die Mars-Ionosphäre zusätzlich zu den beiden bekannten Ionosphärenschichten bei 110 und 135 km Höhe, eine dritte Schicht im Bereich zwischen 65 und 110 km aufweist. Diese Schicht ist sporadisch und örtlich begrenzt.

## Geschichtliches
- 1899: Nikola Tesla forscht nach Möglichkeiten, um Energie drahtlos über große Entfernungen zu übertragen. In seinen Experimenten sendet er extrem niedrige Frequenzen zur Ionosphäre, hinauf bis zur Kennelly-Heaviside-Schicht (Grotz 1997). Tesla kann aus Berechnungen basierend auf den Messergebnissen eine Resonanzfrequenz dieser Schicht voraussagen, die nur 15 % vom heute angenommenen Wert abweicht (Corum, 1986). In den 1950er Jahren bestätigten Forscher, dass die Resonanzfrequenz bei 6,8 Hz liegt.

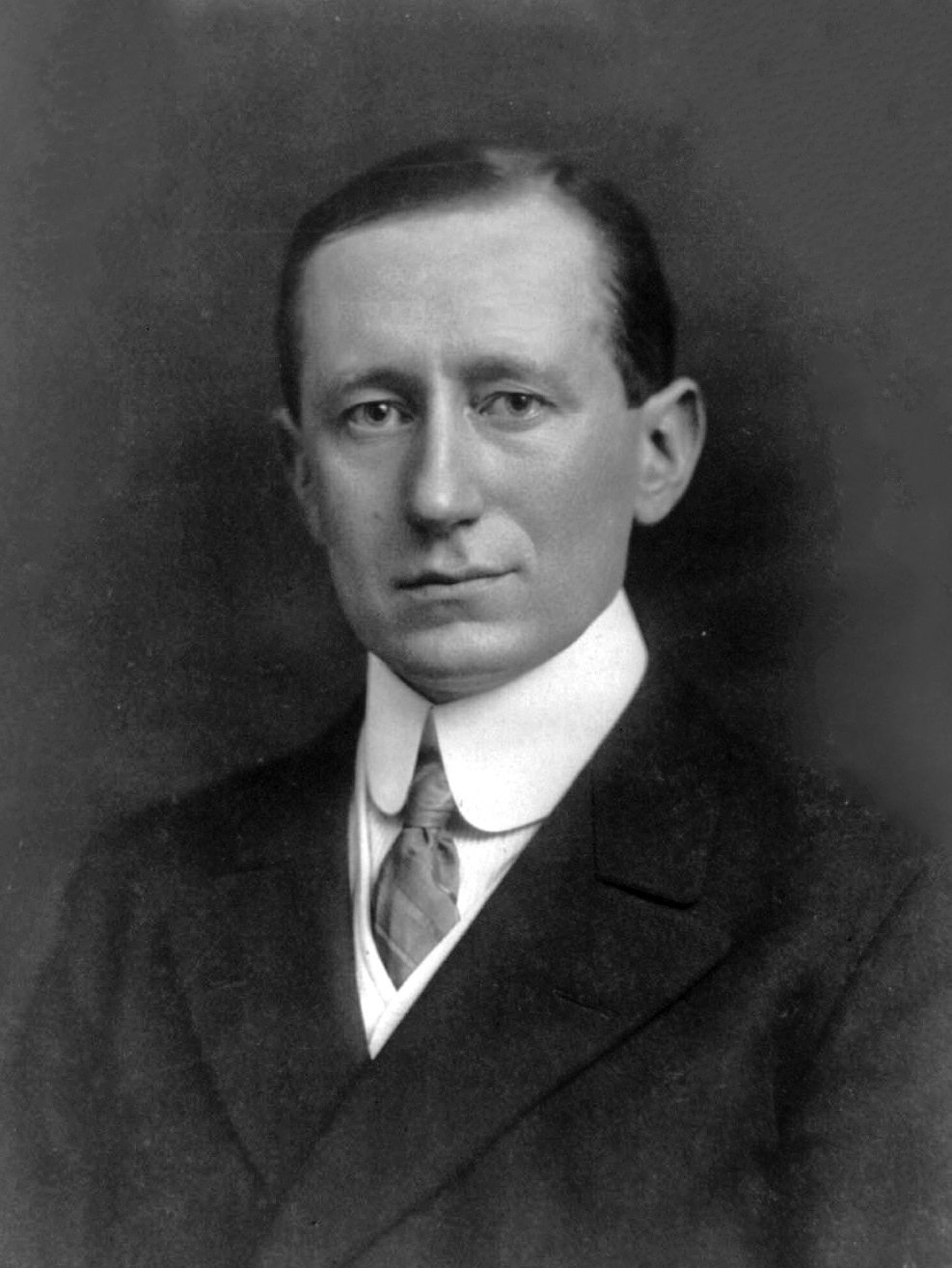
Guglielmo Marconi, um 1907

- Guglielmo Marconi, um 1907 1901: Am 12. Dezember empfängt Guglielmo Marconi das erste transatlantische Radiosignal in St. John’s (Neufundland). Er verwendet eine 400 Fuß lange, durch einen Drachen gespannte Empfangsantenne. Die Sendestation auf der Halbinsel The Lizard in Poldhu, Cornwall, verwendet einen Funkeninduktor zur Erzeugung der Sendefrequenz von ungefähr 500 kHz mit einer Leistung, die 100-mal stärker als die aller zuvor erzeugten Signale ist. Die empfangene Nachricht besteht aus drei Punkten im Morsecode, einem S. Um Neufundland zu erreichen, musste das Signal zweimal von der Ionosphäre reflektiert werden.

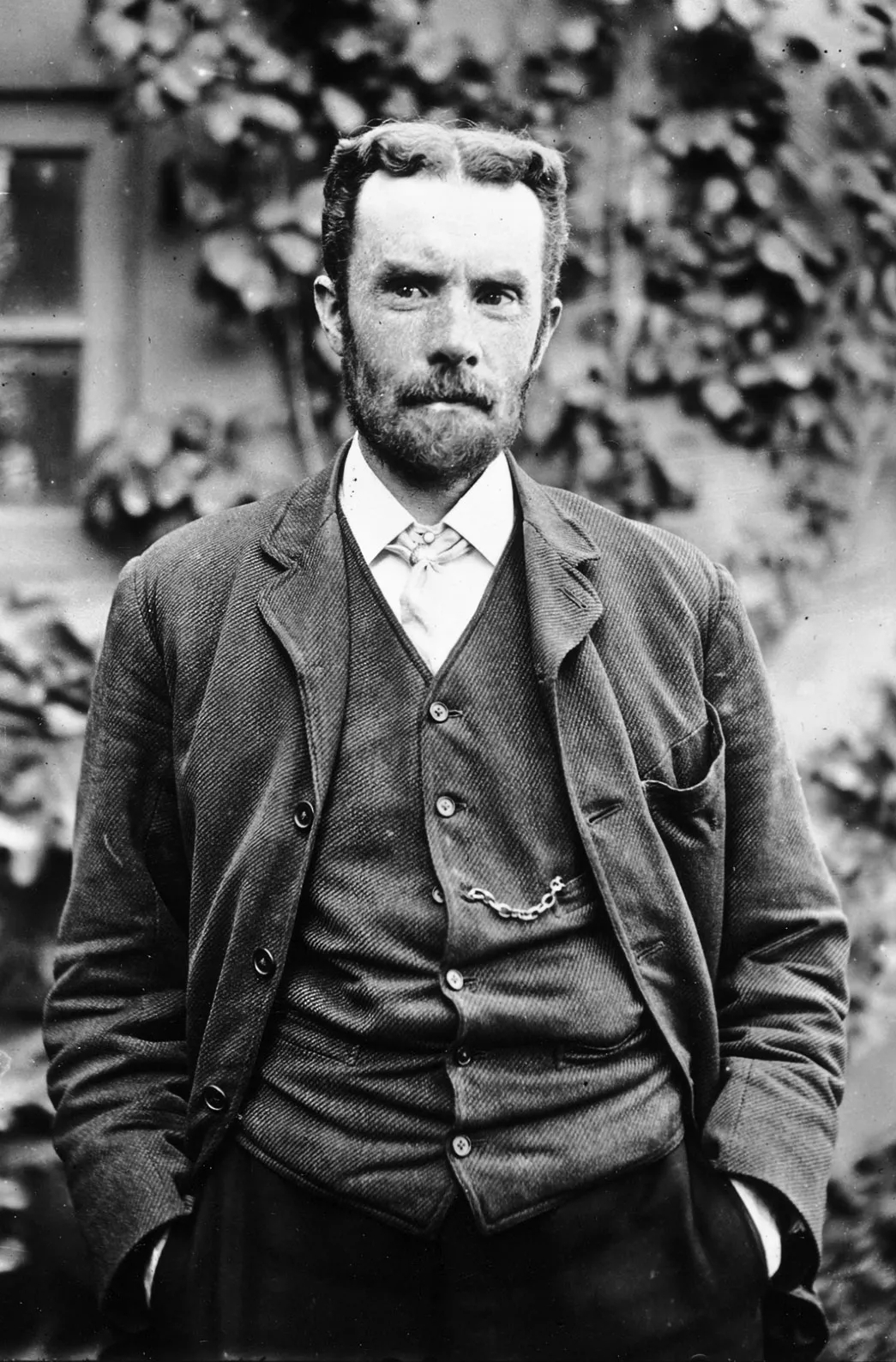
Oliver Heaviside

- Oliver Heaviside 1902: Oliver Heaviside sagt die Existenz der Kennelly-Heaviside-Schicht voraus, die seinen Namen trägt. Sein Vorschlag beinhaltete Ideen, wie Radiosignale entlang der Erdkrümmung übertragen werden könnten. Im gleichen Jahr beschrieb Arthur Edwin Kennelly einige der radio-elektrischen Eigenschaften der Ionosphäre.
- 1909: Guglielmo Marconi erhält zusammen mit Karl Ferdinand Braun den Physiknobelpreis.
- 1912: Der Kongress der Vereinigten Staaten von Amerika verabschiedet den Radio Act, der den Amateurfunkbetrieb auf Frequenzen oberhalb von 1,5 MHz beschränkt (Wellenlänge kürzer als 200 m).[43] Diese Frequenzen wurden von der Regierung als nutzlos angesehen. Diese Entscheidung führte im Jahre 1923 zur Entdeckung der ionosphärischen HF‑Radiowellenausbreitung durch die beiden Funkamateure Léon Deloy und Fred Schnell.
- 1924: Edward Victor Appleton weist die Existenz der Heaviside-Schicht nach und erhält hierfür im Jahre 1947 den Nobelpreis.
- 1926: Der britische Physiker Robert Watson-Watt prägt den Begriff „Ionosphäre“.[44][45]
- 1926: Der amerikanische Physiker Merle Antony Tuve entwickelt eine Radar-Methode mit variabler Frequenz zur Erforschung der Ionosphäre.[46]
- 1926 A. Hoyt Taylor und Edward Olson Hulburt entwickeln eine Theorie der Elektronendichteverteilung in der Ionosphäre, die auf dem beobachteten Sprungabstand kurzwelliger Radiowellen aufsetzt und liefern damit auch eine Theorie zur Ausbreitung von kurzwelligen Radiowellen in der Erdatmosphäre.[47]
- 1932: Sydney Chapman leitet eine Verteilungsfunktion der Ionisation in der Ionosphäre unter der Annahme monochromatischer ionisierender Strahlung der Sonne ab.
- 1932: Lloyd Viel Berkner misst als erster die Höhe und Dichte der Ionosphäre, was das erste komplette Modell der Kurzwellenausbreitung ermöglichte.[48] Er entdeckt hierbei die F1-Schicht.[49]
- 1936: Maurice V. Wilkes promoviert über die Ausbreitung der Längstwellen in der Ionosphäre.[50]
- 1942: Vitaly Ginzburg untersucht die Radiowellenausbreitung in der Ionosphäre und entwickelt eine Theorie über die Ausbreitung elektromagnetischer Wellen im Plasma der Ionosphäre.[51] Im Jahr 2003 erhält er den Nobelpreis für seine Pionierleistungen im Bereich der Supraleiter.
- 1946: Am 10. Januar gelingt John Hibbett DeWitt zusammen mit seiner Forschungsgruppe im Rahmen des Project Diana der Nachweis, dass Funkwellen die Ionosphäre durchdringen können. Er nutzt hierzu den Mond als Reflektor und stellt somit die erste Erde-Mond-Erde-Verbindung her.
- 1946: Am 23. November weist Arthur Covington während einer partiellen Sonnenfinsternis nach, dass sich die Sonnenfleckenaktivität über den solaren Radioflux bestimmen lässt.
- 1955: Die Schumann-Resonanzen werden von dem Physiker W. O. Schumann an der TU München nachgewiesen.
- 1958: Im August und September 1958 führt die US Navy während der Operation Argus drei geheime Atombombentests in der Ionosphäre durch, um den Effekt des elektromagnetischen Impulses (EMP) auf Radio und Radar zu untersuchen.
- 1962: Der kanadische Satellit Alouette 1 wird gestartet, um die Ionosphäre zu erforschen. Nach seinem erfolgreichen Einsatz folgen im Jahr 1965 Alouette 2 und zwei Satelliten des ISIS-Programms (International Satellites for Ionospheric Studies) im Jahr 1969 und 1971, alle im Einsatz der Ionosphärenforschung.
- 1970: Hannes Alfvén erhält den Physik-Nobelpreis „für seine grundlegenden Leistungen und Entdeckungen in der Magnetohydrodynamik mit fruchtbaren Anwendungen in verschiedenen Teilen der Plasmaphysik“.
- 1992: Die als Elves bezeichnete Leuchterscheinung wird mit Hilfe von Aufnahmen von Bord des Space Shuttles aus erstmals nachgewiesen.[40]
- 1999 Das von den Unionen URSI und COSPAR unterstützte Modell „International Reference Ionosphere“ (IRI)[52] wird „internationaler Standard“

## Trivia
Die unter anderem nach Oliver Heaviside benannte Kennelly-Heaviside-Schicht wurde von T. S. Eliot in seinem Gedicht „The Journey To The Heaviside Layer“ aufgegriffen, das im Musical Cats vertont wurde.